# Leonid Mel'nikov (sciatore)
Leonid Vasil'evič Mel'nikov (in russo Леонид Васильевич Мельников?; Kirovsk, 9 dicembre 1965) è un dirigente sportivo, allenatore di sci alpino ed ex sciatore alpino russo che gareggiò per la nazionale sovietica.

## Biografia
Sciatore polivalente figlio di Vasilij, a sua volta sciatore alpino, Mel'nikov ai Mondiali juniores di Auron 1982 si classificò 38º nella discesa libera e 7º nello slalom speciale; l'anno dopo nella rassegna iridata giovanile di Sestriere 1983 vinse la medaglia d'oro nella combinata, quella di bronzo nello slalom speciale e fu 22º nella discesa libera e 9º nello slalom gigante. Gareggiò in Coppa del Mondo e ai Campionati mondiali, senza ottenere piazzamenti di rilievo; non prese parte a rassegne olimpiche.
Dopo il ritiro, avvenuto nel 1991, è stato allenatore nei quadri della Federazione sciistica della Russia, ricoprendo dal 1996 l'incarico di responsabile della squadra femminile della nazionale russa; nel 2010 è divenuto vicepresidente della Federazione di sci alpino e snowboard della Russia e responsabile dell'intera nazionale e nel 2014 presidente della Federazione.

## Palmarès

### Mondiali juniores
- 2 medaglie:
  - 1 oro (combianta a Sestriere 1983)
  - 1 bronzo (slalom speciale a Sestriere 1983)